# 가미하구리촌
가미하구리촌(일본어: 上羽栗村)은 일본 기후현 하시마군에 설치되었던 촌이다. 1956년 9월 26일 가미하구리촌, 야쓰루기촌 등 2개 촌이 합병하여 기난촌이 신설되고 폐지되었다. 기난촌은 1956년 10월 1일 정제 시행으로 기난정이 되었으며, 기난정 동부가 가미하구리촌이 있던 곳이다.

## 참고 문헌
- 角川日本地名大辞典編纂委員会,『角川日本地名大辞典 21 岐阜県』1980, 角川書店